# موش پشمالوی بوساوی
موش پشمالوی بوساوی بزرگ‌ترین موش کشف شده روی زمین است که در جنگل‌های گینه نو کشف شده‌است. این موش ۸۲ سانتیمتر طول و ۱٫۵ کیلوگرم وزن دارد. هم‌اکنون نام علمی آن مورد بررسی قرار دارد.